# Real Jaén
Real Jaén is een Spaanse voetbalclub uit Jaén in de provincie Jaén. Thuisstadion is het Nuevo Estadio La Victoria met een capaciteit van 12.569 plaatsen. De ploeg zit in een negatieve spiraal sinds ze tijdens het seizoen 2013/14 een campagne acteerde in de Segunda División A. Sinds het seizoen 2014/15 traden ze aan in de Segunda División B en door financiële problemen eindigde de ploeg tijdens het seizoen 2016/17 bij de laatste vier ploegen en vertoeft zo vanaf het seizoen 2017/18 in de Tercera División

## Geschiedenis
Real Jaén werd in 1929 opgericht als Sociedad Olímpica Jiennense en speelde op regionaal niveau. De huidige naam werd in 1947 aangenomen. Real Jaén speelde in totaal drie jaar in de Primera División en vijftien jaar in de Segunda División A (tweede klasse). In 2001 degradeerde de club van de Segunda A naar de Segunda B. In deze divisie speelde Real Jaén tot en met het seizoen 2012/13 kampioen werd in de groep 4 en de eindronde won. Het verblijf op het tweede niveau van het Spaanse voetbal zou echter maar van korte duur zijn, want met een eenentwintigste en voorlaatste plaats tijdens het seizoen 2013/14 kon het behoud niet verzekerd worden. Sinds het seizoen 2014/15 traden ze aan in de Segunda División B en door financiële problemen eindigde de ploeg tijdens het seizoen 2016/17 bij de laatste vier ploegen en vertoeft zo vanaf het seizoen 2017/18 in de Tercera División.

## Externe links

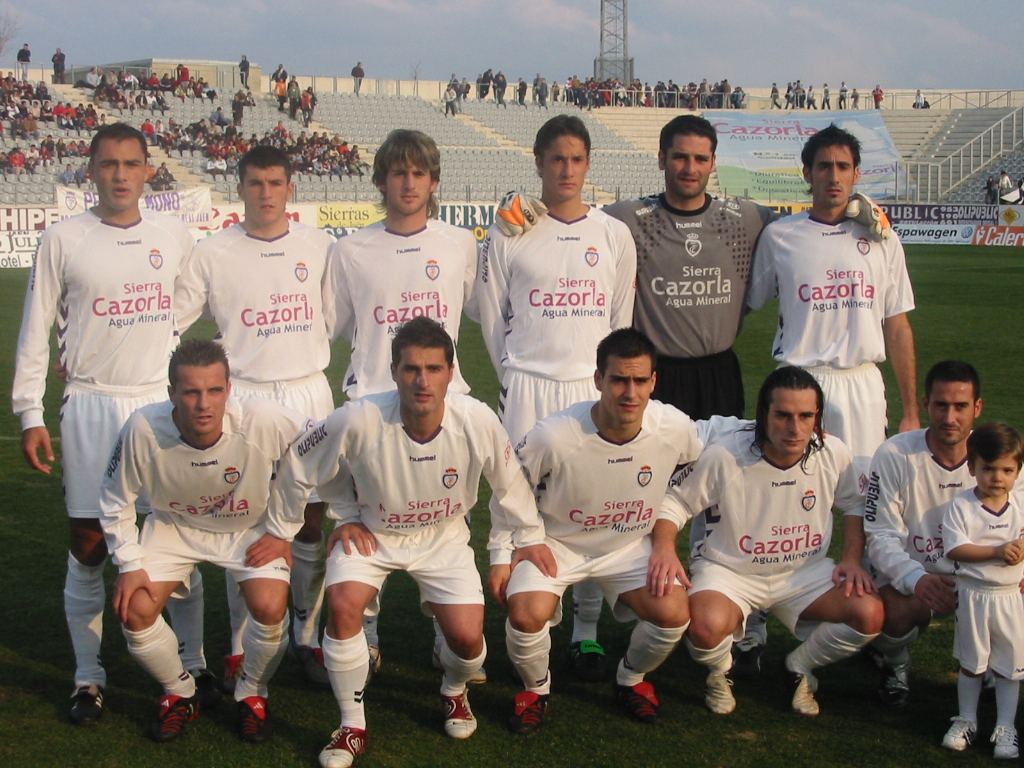
Het elftal van Real Jaén in 2006 met van links naar rechts:
Castellanos, Galera, Ortiz, Rodolfo, Calleja, Gurrutxaga (boven); Iván Romero, Canito, Íñigo Ros, Manu Busto en Navarro (onder)

## Eindklasseringen
- 1944 2e
Tercera División
- 1945 4e
Tercera División
- 1946 2e
Tercera División
- 1947 2e
Tercera División
- 1948 8e
Tercera División
- 1949 10e
Tercera División
- 1950 11e
Tercera División
- 1951 3e
Tercera División
- 1952 1e
Tercera División
- 1953 1e
Segunda División
- 1954 14e
Primera División
- 1955 7e
Segunda División
- 1956 1e
Segunda División
- 1957 14e
Primera División
- 1958 16e
Primera División
- 1959 9e
Segunda División
- 1960 3e
Segunda División
- 1961 14e
Segunda División
- 1962 9e
Segunda División
- 1963 14e
Segunda División
- 1964 4e
Tercera División
- 1965 1e
Tercera División
- 1966 5e
Tercera División
- 1967 1e
Tercera División
- 1968 11e
Segunda División
- 1969 5e
Tercera División
- 1970 8e
Tercera División
- 1971 8e
Tercera División
- 1972 3e
Tercera División
- 1973 9e
Tercera División
- 1974 10e
Tercera División
- 1975 12e
Tercera División
- 1976 1e
Tercera División
- 1977 4e
Segunda División
- 1978 15e
Segunda División
- 1979 17e
Segunda División
- 1980 12e
Segunda División B
- 1981 7e
Segunda División B
- 1982 15e
Segunda División B
- 1983 12e
Segunda División B
- 1984 3e
Segunda División B
- 1985 17e
Segunda División B
- 1986 18e
Segunda División B
- 1987 5e
Tercera División
- 1988 1e
Tercera División
- 1989 11e
Segunda División B
- 1990 17e
Segunda División B
- 1991 4e
Tercera División
- 1992 10e
Segunda División B
- 1993 4e
Segunda División B
- 1994 4e
Segunda División B
- 1995 4e
Segunda División B
- 1996 1e
Segunda División B
- 1997 3e
Segunda División B
- 1998 20e
Segunda División
- 1999 8e
Segunda División B
- 2000 4e
Segunda División B
- 2001 10e
Segunda División
- 2002 22e
Segunda División
- 2003 12e
Segunda División B
- 2004 12e
Segunda División B
- 2005 9e
Segunda División B
- 2006 13e
Segunda División B
- 2007 6e
Segunda División B
- 2008 9e
Segunda División B
- 2009 2e
Segunda División B
- 2010 3e
Segunda División B
- 2011 8e
Segunda División B
- 2012 4e
Segunda División B
- 2013 1e
Segunda División B
- 2014 21e
Segunda División
- 2015 11e
Segunda División B
- 2016 10e
Segunda División B
- 2017 19e
Segunda División B
- 2018 3e
Tercera División
- 2019 1e
Tercera División
- 2020 4e
Tercera División
- 2021 7e
Tercera División
- 2022 13e
Tercera Federación
- 2023 2e
Tercera Federación
- 2024 2e
Tercera Federación
- 2025 2e
Tercera Federación

- Primera División
- Segunda División
- Segunda División B
- Tercera Federación

## Bekende (ex-)spelers
- () Ritchie Kitoko